# Comuna Orehovica, Međimurje
Orehovica este o comună în cantonul Međimurje, Croația, având o populație de 2.685 de locuitori (2011).

## Demografie
Componența etnică a comunei Orehovica
     Croați (80,74%)
     Romi (18,29%)
     Necunoscut (0,04%)
     Neclasificat (0,34%)
Componența confesională a comunei Orehovica
     Catolici (97,39%)
     Necunoscută (1,64%)
     Alte religii (0,97%)
Conform recensământului din 2011, comuna Orehovica avea 2.685 de locuitori. Din punct de vedere etnic, majoritatea locuitorilor (80,74%) erau croați, cu o minoritate de romi (18,29%). Apartenența etnică nu este cunoscută în cazul a 0,04% din locuitori. Din punct de vedere confesional, majoritatea locuitorilor (97,39%) erau catolici. Pentru 1,64% din locuitori nu este cunoscută apartenența confesională.